# هيرويوكي أومايشي
هيرويوكي أومايشي (باليابانية: 大道 広幸) (25 يونيو 1987 في كوغا في اليابان – )؛ هو لاعب كرة قدم ياباني سابق كان يلعب كلاعب وسط.

## وصلات خارجية
- هيرويوكي أومايشي على موقع رابطة كرة القدم اليابانية للمحترفين (اليابانية)
- هيرويوكي أومايشي على موقع قاعدة بيانات كرة القدم.إي يو (الإنجليزية)
- هيرويوكي أومايشي على موقع Soccerway.com (الإنجليزية)
- هيرويوكي أومايشي على موقع عالم كرة القدم.نت (الإنجليزية)